# تحريض
التحريض في القانون الجنائي هو تشجيع شخص آخر على ارتكاب جريمة. اعتمادًا على الولاية القضائية ، قد تكون بعض أنواع التحريض أو جميعها غير قانونية. عندما تكون غير قانونية ، تُعرف بأنها جريمة غير مكتملة ، حيث يكون الضرر مقصودًا ولكن قد يكون أو لا يكون قد حدث بالفعل، تتطلب المادة 20 من العهد الدولي الخاص بالحقوق المدنية والسياسية أن يحظر القانون أي دعوة إلى الكراهية القومية أو العنصرية أو الدينية تشكل تحريضًا على التمييز أو العداء أو العنف.